# Mouvement Wafa
Ne doit pas être confondu avec Wafa (parti algérien).
Le Mouvement Wafa (arabe : حركة وفاء) ou Mouvement de la fidélité est un parti politique tunisien fondé le 8 juin 2012 par Abderraouf Ayadi, ancien secrétaire général du Congrès pour la République (CPR), avec des dissidents du CPR et un dissident de la Pétition populaire.
Trois députés en démissionnent le 25 février 2013. Le parti participe aux élections législatives de 2014.
Le 4 juillet 2015, il fusionne avec le Mouvement national pour la justice et le développement.

## Membres fondateurs
- Abderraouf Ayadi
- Ali Haouiji
- Azed Badi
- Mohamed Karray Jerbi
- Rabii Abdi
- Rafik Tlili

## Résultats électoraux

### Élections législatives
| Année | Voix   | %      | Rang | Sièges  | Gouvernements       |
| ----- | ------ | ------ | ---- | ------- | ------------------- |
| 2014  | 23 768 | 0,70 % | 13e  | 0 / 217 | Extra-parlementaire |

### Élections présidentielles
| Année | Candidat         | Voix  | %    | Résultat |
| ----- | ---------------- | ----- | ---- | -------- |
| 2014  | Abderraouf Ayadi | 3 551 | 0,11 | 24e      |